# غابرييل ماييه
غابرييل ماييه (بالإنجليزية: Gabriel Maillé)‏ (و. 1995 – م) هو ممثل، من كندا، ولد في بوابريان، كيبك.

## وصلات خارجية
- غابرييل ماييه على موقع IMDb (الإنجليزية)
- غابرييل ماييه على موقع ألو سيني (الفرنسية)
- غابرييل ماييه على موقع أول موفي (الإنجليزية)
- غابرييل ماييه على موقع قاعدة بيانات الفيلم (الإنجليزية)
- غابرييل ماييه على موقع كينوبويسك (الروسية)